# José Luis Rugamas
José Luis Rugamas Portillo (ur. 5 czerwca 1956) - były salwadorski piłkarz grający na pozycji pomocnika.

## Kariera klubowa
W czasie kariery piłkarskiej José Luis Rugamas występował w salwadorskich klubach Atlético Marte San Salvador i FAS Santa Ana. Z Atletico Marte zdobył Mistrzostwo Salwadoru w 1981, 1982 oraz był finalistą Pucharu Mistrzów CONCACAF w 1981 roku. Z FAS zdobył Mistrzostwo Salwadoru w 1984 roku.

## Kariera reprezentacyjna
José Luis Rugamas występował w reprezentacji Salwadoru w latach 1973–1986. W 1976 uczestniczył w eliminacjach do Mistrzostw Świata 1978. W 1980 i 1981 uczestniczył w zakończonych sukcesem eliminacjach do Mistrzostw Świata 1982. Na Mundialu w Hiszpanii wystąpił w dwóch spotkaniach z Węgrami oraz Argentyną. W 1984 i 1985 uczestniczył eliminacjach do Mistrzostw Świata 1986. W 1989 uczestniczył eliminacjach do Mistrzostw Świata 1990.